# Långskaftad klockmossa
Långskaftad klockmossa (Bryobrittonia longipes) är en bladmossart som beskrevs av D. G. Horton 1978. I den svenska databasen Dyntaxa används istället namnet Encalypta longipes. Långskaftad klockmossa ingår i släktet Bryobrittonia och familjen Encalyptaceae. Arten har ej påträffats i Sverige. Inga underarter finns listade i Catalogue of Life.